# Museum der Moderne
Museum der Moderne is een museum in de Oostenrijkse stad Salzburg.

## Geschiedenis
Het museum vindt zijn oorsprong in de overdracht van een aanzienlijke kunstcollectie door Friedrich Welz aan het Bunderländer Salzburg, daarnaast werd een uitgebreide collectie werken van Oskar Kokoschka toegevoegd aan de collectie. Het museum, onder leiding van directeur Otto Breicha, opende de deuren in 1983 onder de naam Salzburger Museum für moderne Kunst und graphische Sammlungen. Onder zijn directeurschap werd tevens de Österreichische Fotogalerie geïntegreerd in het museum.
In oktober 2004 werd, eveneens in Salzburg, een tweede museum geopend op de Mönchsberg.

## Bestuur
| Periode      | Directeur          |
| ------------ | ------------------ |
| 1983 - ?     | Otto Breicha       |
| 1998 - 2001  | Peter Weiermair    |
| 2001 - 2005  | Agnes Husslein     |
| 2005 - 2013  | Toni Stooss        |
| 2013 - 2018  | Sabine Breitwieser |
| 2018 - heden | Thorsten Sadowsky  |

## Galerij
Een summiere selectie van werken:

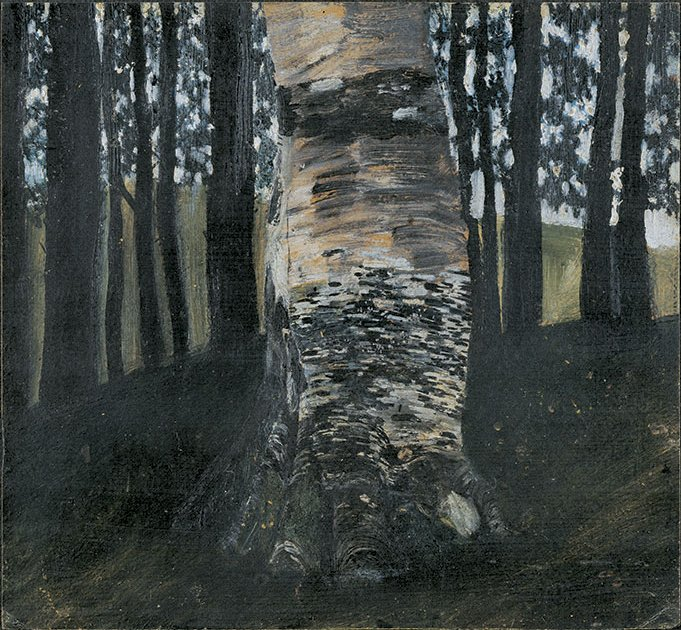
Landschap met berk (Gustav Klimt, 1903)
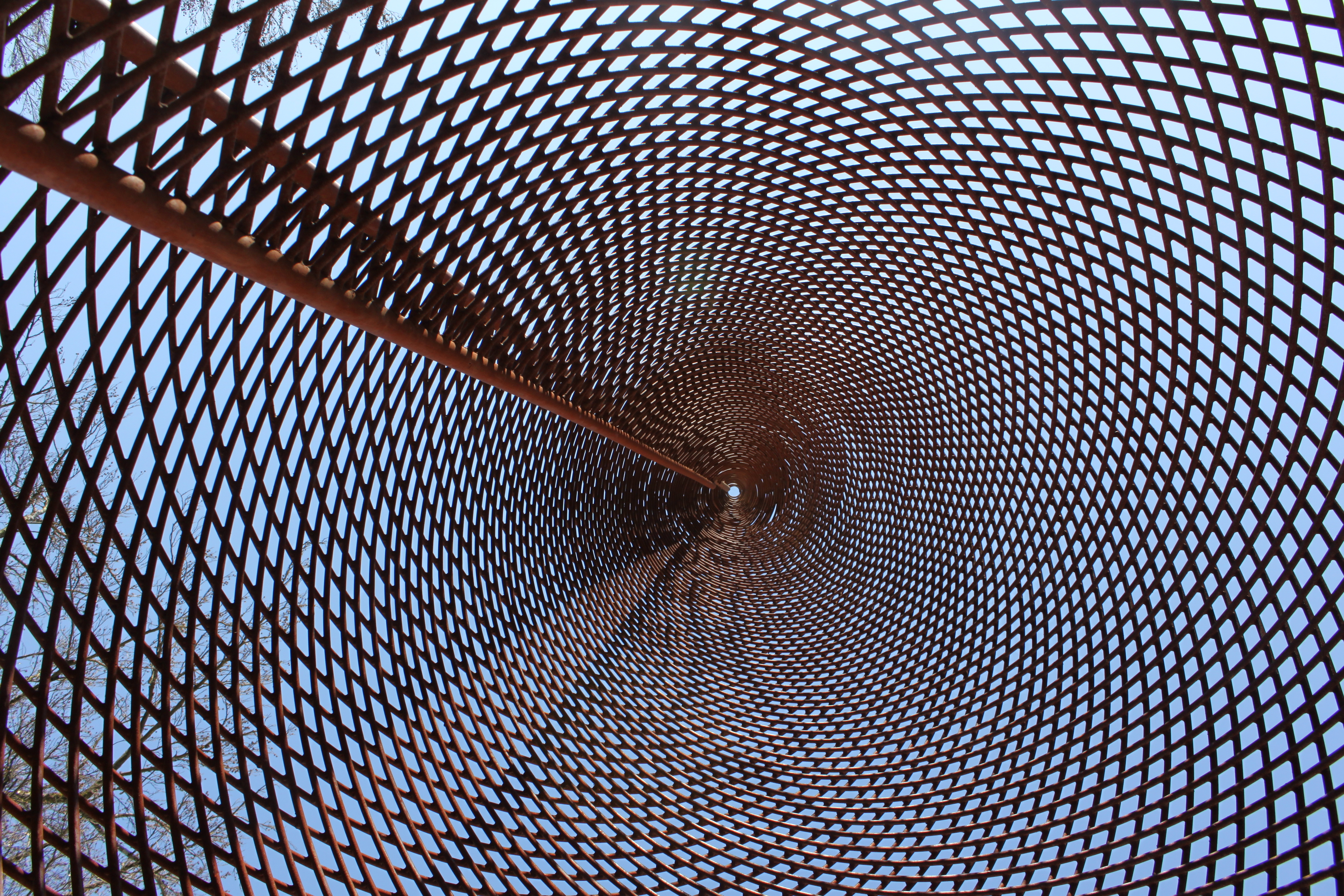
Schlafendes Haus (Not Vital, 2009)
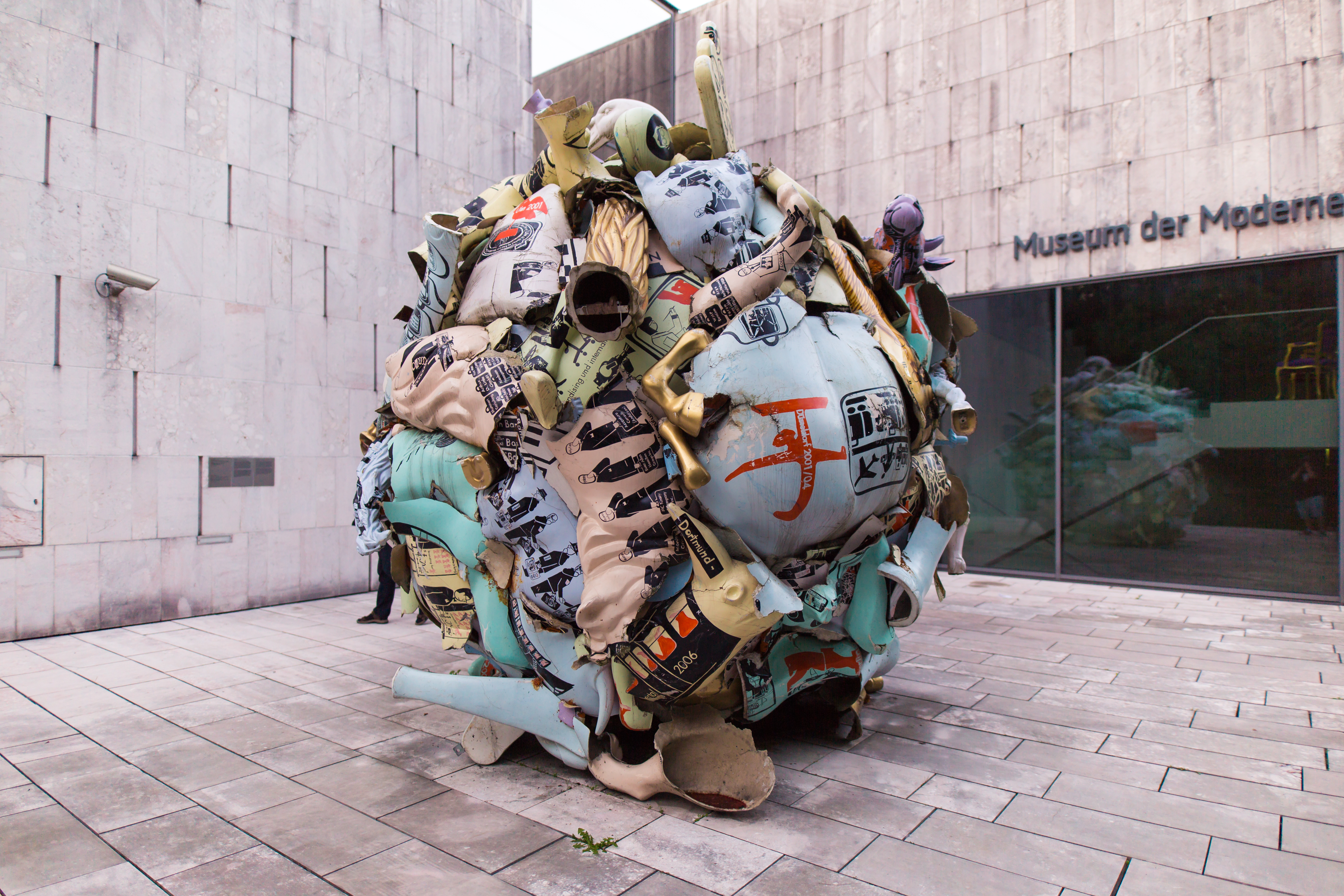
Trickle Down (Andreas Siekmann, 2007)